# Enisey-STM
Maillots
Dernière mise à jour : 11 juillet 2012.
Ienisseï-STM (en russe : Енисей-СТМ) est un club russe de rugby à XV fondé en 1975 et basé dans la ville de Krasnoïarsk. Il participe à la Professional Rugby League, le championnat de première division russe. Avec plus de 3,5 M€ de budget, le Ienisseï-STM est un des deux plus gros clubs du championnat[réf. nécessaire]. Son club rival est Krasny Iar.

## Historique
En mai 2015, le Ienisseï-STM se qualifie pour la première fois de son histoire en compétition européenne. Le club russe obtient en effet le droit de disputer le Challenge européen 2015-2016 par l'intermédiaire de la compétition qualificative entre nations mineures du rugby européen. Le 12 décembre 2015, le club réalise un gros exploit en battant le club du CA Brive 10 à 7 et devient ainsi le premier club russe à gagner un match européen.
Le club renouvelle son droit de participer au Challenge européen 2016-2017 après avoir remporté un match qualificatif de barrage aller-retour. Dès le premier match, le Ienisseï-STM crée la surprise en dominant le club anglais de Worcester (19-12) puis enchaîne les gallois de Newport (38-18). Mais il ne gagne pas les quatre suivants et finit quatrième et dernier de la poule, ne se qualifiant donc pas pour les quarts de finale.

## Identité visuelle

### Logo
Le club change de logo début 2015.

Évolution du logo
Ancien logo abandonné en 2015.
Logo depuis 2015.

## Palmarès
- Championnat de Russie de rugby à XV :
  - Champion (13)  : 1999, 2002, 2005, 2011, 2012, 2014, 2016, 2017, 2018, 2019, 2021, 2022 et 2024
- Coupe de Russie de rugby à XV :
  - Vainqueur (10) : 2000, 2001, 2008, 2014, 2016, 2017, 2020, 2021, 2022 et 2024.
- Supercoupe de Russie de rugby à XV :
  - Vainqueur (3)  : 2014, 2015, 2017
- Coupe Nikolaev : 
  - Vainqueur (7) : 2016, 2017, 2018, 2021, 2022, 2023 et 2024
- Bouclier continental de rugby à XV :
  - Vainqueur (2)  : 2017, 2018.

## Effectif 2020-2021
Le tableau suivant récapitule l'effectif professionnel du Ienisseï-STM pour la saison 2020/2021.
| Nom                      | Poste            | Naissance          | Nationalité sportive | Sélections (points marqués) | Club précedent          |
| ------------------------ | ---------------- | ------------------ | -------------------- | --------------------------- | ----------------------- |
| Chamil Magomedov         | Talonneur        | 17 avril 1987      | Russie               | 4 (5)                       | Kouban Krasnodar        |
| Denis Machkine           | Talonneur        | 19 février 1997    | Russie               | -                           | Formé au club           |
| Stanislav Selski         | Talonneur        | 2 septembre 1991   | Russie               | 40 (30)                     | Slava-CSP               |
| Nikita Barychnikov       | Pilier           | 1er avril 1999     | Russie               | -                           | Formé au club           |
| Azamat Bitiev            | Pilier           | 9 décembre 1989    | Russie               | 24 (0)                      | Krasny Iar              |
| Ewald Van Der Westhuizen | Pilier           | 6 février 1988     | Afrique du Sud       | -                           | Aurillac                |
| Innokenti Zykov          | Pilier           | 8 janvier 1993     | Russie               | 47 (10)                     | Formé au club           |
| Nikoloz Khatiachvili     | Pilier           | 22 mai 1992        | Géorgie              | 3 (0)                       | Sunwolves               |
| Artiom Korolkov          | Pilier           | 5 mai 2000         | Russie               | -                           | Formé au club           |
| Azat Moussine            | Pilier           | 2 novembre 1987    | Russie               | -                           | Metallourg Novokuznetsk |
| Stepan Seriakov          | Pilier           | 26 septembre 1997  | Russie               | -                           | Formé au club           |
| Ievgueni Pronenko        | Pilier           | 6 juin 1984        | Russie               | 54 (0)                      | Formé au club           |
| Vladimir Tonkochkourov   | Pilier           | 27 septembre 1999  | Russie               | -                           | Formé au club           |
| Pavel Boutenko           | Deuxième ligne   | 11 mai 1987        | Russie               | 48 (5)                      | Formé au club           |
| Maxim Gargalic           | Deuxième ligne   | 7 mars 1989        | Moldavie             | 12 (30)                     | RC Pays de Saint-Yrieix |
| Ievgueni Ielguine        | Deuxième ligne   | 21 août 1990       | Russie               | 30 (20)                     | Formé au club           |
| Uldis Saulite            | Deuxième ligne   | 21 août 1980       | Lettonie             | 28 (40)                     | Jelgavas Alni           |
| Vladimir Souslov         | Deuxième ligne   | 19 juin 1996       | Russie               | 5 (0)                       | Formé au club           |
| James Brown              | Troisième ligne  | 1er mars 1987      | Fidji                | -                           | Zebre                   |
| Mikheil Gachechiladze    | Troisième ligne  | 24 décembre 1990   | Géorgie              | 10 (10)                     | Hyères Carqueiranne     |
| Dmitri Krotov            | Troisième ligne  | 14 janvier 1992    | Russie               | 22 (10)                     | Formé au club           |
| Kirill Kouzmitchev       | Troisième ligne  | 7 septembre 1999   | Russie               | -                           | Formé au club           |
| Nikolaï Serkov           | Troisième ligne  | 1er septembre 1989 | Russie               | 5 (5)                       | Kouban Krasnodar        |
| Andreï Temnov            | Troisième ligne  | 1er janvier 1983   | Russie               | 59 (35)                     | Slava-CSP               |
| Jurijs Baranovs          | Demi de mêlée    | 11 décembre 1981   | Lettonie             | 20 (??)                     | Dinamo Riga             |
| Alexeï Chtcherban        | Demi de mêlée    | 17 novembre 1990   | Russie               | 48 (10)                     | Formé au club           |
| Konstantin Ouzounov      | Demi de mêlée    | 19 avril 1994      | Russie               | 16 (0)                      | Formé au club           |
| Nikita Tchourachov       | Demi d'ouverture | 11 février 1996    | Russie               | 3 (0)                       | Formé au club           |
| Ramil Gaïssine           | Demi d'ouverture | 26 juillet 1991    | Russie               | 52 (168)                    | Formé au club           |
| Alexeï Bernautchis       | Centre           | 4 mars 2000        | Russie               | -                           | Formé au club           |
| Dimitri Guerassimov      | Centre           | 16 avril 1988      | Russie               | 71 (50)                     | Formé au club           |
| Dean Gordon              | Centre           | 21 janvier 1993    | Afrique du Sud       | -                           | Leopards                |
| Davit Kacharava          | Centre           | 16 janvier 1985    | Géorgie              | 122 (125)                   | Stade Rodez             |
| Hendrick Marais          | Centre           | 18 juin 1993       | Afrique du Sud       | -                           | Steval Pumas            |
| Alexeï Tseitsin          | Centre           | 6 septembre 1992   | Russie               | -                           | Formé au club           |
| Bjorn Basson             | Ailier           | 11 février 1987    | Afrique du Sud       | 11 (15)                     | Southern Kings          |
| Viktor Kononov           | Ailier           | 26 mai 1996        | Russie               | 3 (5)                       | Formé au club           |
| Alexandre Matveïev       | Ailier           | 1er février 199    | Russie               | -                           | Formé au club           |
| Davit Meskhi             | Ailier           | 28 août 1987       | Géorgie              | -                           | Armia Tbilisi           |
| Alexeï Mikhaltsov        | Ailier           | 16 novembre 1991   | Russie               | 7 (10)                      | Formé au club           |
| Iefim Riabichtchouk      | Ailier           | 16 mars 1999       | Russie               | -                           | Formé au club           |
| Denis Simplikevitch      | Ailier           | 11 mars 1991       | Russie               | 29 (75)                     | Metallourg Novokuznetsk |
| Artiom Rovski            | Ailier           | 24 mars 2000       | Russie               | -                           | Formé au club           |
| Alexandre Boudytchenko   | Arrière          | 9 septembre 1997   | Russie               | 10 (5)                      | Formé au club           |
| Earll Douwrie            | Arrière          | 11 décembre 1997   | Afrique du Sud       | -                           | Blue Bulls              |
| Stanislav Lesnitchenko   | Arrière          | 7 février 1996     | Russie               | -                           | Formé au club           |
| Timour Maslov            | Arrière          | 7 mars 2000        | Russie               | -                           | Formé au club           |